# National Premier Leagues South Australia
La National Premier Leagues South Australia, nota anche più semplicemente come NPL SA e RAA National Premier Leagues per motivi di sponsorizzazione, è la massima divisione del campionato calcistico semi-professionistico nazionale dell'Australia meridionale.
A livello nazionale, è di un grado inferiore alla NSD e costituisce la terza serie del paese.
Il campionato è uno degli otto che comprendono la NPL, il terzo livello del calcio australiano. La lega è stata fondata nel 2012 come successore della South Australian Super League ed è gestita da Football South Australia.

## Storia
Nel 2012 è stato annunciato che la FFSA Premier League sarebbe diventata il massimo livello del calcio dell'Australia meridionale (al di sotto della A-League nazionale) dopo lo scioglimento dell'ormai defunta FFSA Super League. È stato annunciato che la competizione sarebbe stata composta inizialmente 14 squadre, di cui 10 squadre sarebbero state della defunta Super League, mentre i restanti 4 posti sarebbero stati occupati dalle prime 4 squadre della stagione 2012 della Premier League.
Nel 2013 la lega si è unita alle National Premier Leagues ed è stata denominata corrispondentemente NPL SA. La squadra meglio classificata dopo il completamento della stagione accede alle finali della National Premier League affronta le altre squadre meglio classificate delle conferenze interstatali per determinare un campione nazionale.
La National Premier League è, dal 2025, la competizione calcistica di terzo livello in Australia, che si trova sotto la NSD nella piramide nazionale del calcio del paese.
La Football Federation Australia (FFA) ha avviato una revisione delle competizioni nazionali nell'ottobre 2010, che mirava a rivedere la struttura delle competizioni calcistiche in Australia. Il processo di conduzione della revisione della competizione nazionale è durato 20 mesi e i risultati della revisione sono stati pubblicati nel maggio 2012, in cui la FFA ha proposto di rivitalizzare le competizioni statali del paese per promuovere lo sviluppo dei giocatori d'élite. Come risultato di questa revisione, nel febbraio 2013 è stata istituita la National Premier League. Al momento della creazione, la NPL ha cinque suddivisioni, comprese le squadre di calcio di cinque corrispondenti federazioni statali, che sono Football Federation South Australia, Football Federation Tasmania, Football Queensland, Football NSW e Capital Football. La stagione inaugurale della NPL SA è iniziata nel marzo 2013. Attualmente, questa competizione è gestita e gestita da Football South Australia (precedentemente nota come Football Federation South Australia), che è un organo di governo delle questioni calcistiche in Australia meridionale e una competizione amministratore per diversi livelli di partite di calcio nello stato.

## Formato
La stagione regolare consiste in un doppio girone all'italiana di 22 round, seguito da una serie di finali per le prime 6 squadre. La squadra che arriva prima viene incoronata Premier e si qualifica per la serie finale della National Premier League . Le squadre classificate 11a e 12a vengono retrocesse nella Lega di Stato 1 nella stagione successiva.
Nelle finali, le squadre al 1º e al 2º posto si playoff in una partita a doppio giro per qualificarsi per la finale, con il perdente che si sposta alla finale preliminare contro il vincitore dei playoff dalle squadre dal 3º al 6º posto. Un gran finale si tiene al ServiceFM Stadium , dove il vincitore viene incoronato Campione.

## Squadre partecipanti
Stagione 2025.
- Adelaide City
- Adelaide Comets
- Adelaide Raiders
- Adelaide Utd U21
- Campbelltown City
- Croydon
- FK Beograd
- MetroStars
- Modbury Jets
- Para Hills Knights
- Playford City
- West Torrens Birkalla

## Albo d'oro
- 2013 :  Campbelltown City (1º)
- 2014 :  Croydon (1º)
- 2015 :  West Adelaide (1º)
- 2016 :  Sydney Utd 58 (1º)
- 2017 :  Croydon (2º)
- 2018 :  Campbelltown City (2º)
- 2019 :  Campbelltown City (3º)
- 2020 :  Campbelltown City (4º)
- 2021 :  Adelaide City (1º)
- 2022 :  Adelaide City (2º)
- 2023 :  Adelaide Utd U21 (1º)
- 2024 :  Campbelltown City (5º)